# Poltár
Poltár – miasto powiatowe na Słowacji w kraju bańskobystrzyckim. W 2011 roku liczyło około 5,8 tys. mieszkańców. Pierwsza wzmianka o miejscowości pochodzi z 1330 roku.
Miejsce urodzenia prezydenta Ivana Gašparoviča.